# Derio
Derio è un comune spagnolo di 4 846 abitanti situato nella comunità autonoma dei Paesi Baschi.